# 羊肉
羊肉是指從山羊或綿羊身上得出的肉，古時稱為羖肉、羝肉、羯肉，為全世界最普遍的肉品之一。小于一岁的羊称为羔羊，其肉称为羔羊肉。
中文语境中对绵羊肉和山羊肉一般并不作区分，统称为“羊肉”，而英语中的通常仅指绵羊肉，山羊肉则称为。

## 肉质
羊肉肉質與牛肉相似，但肉味較濃。羊肉較豬肉的肉質要細嫩，較豬肉和牛肉的脂肪、膽固醇含量少，然而由於市售羊肉多無部位之分，餐廳為減少成本而刻意選取肥肉較多的部位販售，因此在外用餐時，食用羊肉所攝取的脂肪往往反較食用牛肉或豬肉為高。由於羊肉有一股不是每個人都能夠接受的膻味，所以在炮製羊肉時可能會經過特別處理或加入某些食材以減低羊肉的膻味。

## 記載
《本草》孟詵曰：“河西羊最佳，河東羊亦好。”
《清異錄》：“馮翊產羊，膏嫩第一，言飲食者推馮翊白沙龍。”《清異錄》又載，武后喜歡吃冷羊肉，特賜張昌宗冷羊肉，並附札稱：“珍郎殺身以奉國。”。
羊肉有山羊肉、野羊肉、綿羊肉，全部都非常可口。
在中国的甘肃庆阳和苏州藏书等地，都出产超級優質的羊肉。

## 营养与功效
羊肉是冬季进补的重要食品。
唐代虛詵的中医《本草食療》中，記載“凡味與羊肉同煮，皆可補也。”
中医書籍《本草綱目》記載，“羊肉能暖中補虛，補中益氣，開胃健身，益腎氣，養膽明目，治虛勞寒冷，五勞七傷”。
羊肉在《本草綱目》中被称为元阳、有益气血的温热补品，可以去湿气、避寒冷、暖心胃，还具有补肾壮阳的作用，用于肾虚腰疼、阳痿精衰、性瘦怕冷、病后虚寒、产妇产后大虚或腹痛的辅助食疗。其所含的赖氨酸、精氨酸、驵氨酸、丝氨酸等必需氨基酸也均高于牛肉、猪肉和鸡肉。
羊肉的气味较重，对胃肠的消化负担也较重，并不适合胃脾功能不好的人食用。和猪肉牛肉一样，过多食用这类动物性脂肪，对心血管系统可能造成压力，因此羊肉不可食用过多。暑热天或发热病人慎食之。

## 使用方式与保存
羊肉一般以现购现烹为宜，如暂时吃不了的，可用少许盐腌制2天，即可保存10天左右。
羊肉性温热，常吃容易上火。因此，吃羊肉时可以搭配一些凉性蔬菜。既能起到清凉、解毒、去火的作用，又能达到羊肉的补益功效。

## 相關食品
- 涮羊肉
- 羊肉爐
- 烤全羊

- 烤羊排
- 羊肉（成吉思汗烤肉）
- 燴羊腿
- 烤羊肉串
- 白水羊头
- 羊肉烤甩餅卷
- 垂直旋轉烤羊肉，供切片食用
- 岡山羊肉爐
- 羊肉汆面